# 主人公になろう! feat.鈴木愛理/L'oN
『主人公になろう! feat.鈴木愛理 / L'oN』（しゅじんこうになろう フィーチャリング すずきあいり / ライオン）は、オーイシマサヨシの14作目のシングル。2025年2月19日にポニーキャニオンより発売。

## 概要
前作『ギャンブリングホール』以来約3か月ぶりのリリースとなる。
本作は、「空色盤」、「花子くん盤」、「CD＋Blu-ray」の全3形態での発売となっている。花子くん盤のみタイトルが『L’oN / 主人公になろう! feat.鈴木愛理』となっており、曲順も入れ替わっている。
表題曲はそれぞれ、TVアニメ『空色ユーティリティ』と、TVアニメ『地縛少年花子くん2』のオープニングテーマとなっており、「主人公になろう!」では、レギュラー番組で共演している鈴木愛理がフィーチャリングアーティストとして歌唱参加している。
「L'oN」(ライオン)はANCHORが作詞作曲を手掛けており、オーイシが作詞作曲をしない楽曲がシングル表題曲となるのは『Hands』以来約7年ぶりとなる。

## 収録曲
| #         | タイトル                                         | 作詞      | 作曲      | 編曲         | 時間  |
| --------- | ------------------------------------------------ | --------- | --------- | ------------ | ----- |
| 1.        | 「主人公になろう! feat.鈴木愛理」                | 大石昌良  | 大石昌良  | 大石昌良     | 3:28  |
| 2.        | 「L'oN」                                         | ANCHOR    | ANCHOR    | ZiNG、ANCHOR | 3:46  |
| 3.        | 「主人公になろう! feat.鈴木愛理 (TV edit.)」     |           |           |              | 1:32  |
| 4.        | 「L'oN (TV edit.)」                              |           |           |              | 1:32  |
| 5.        | 「主人公になろう! feat.鈴木愛理 (Instrumental)」 |           |           |              | 3:28  |
| 6.        | 「L'oN (Instrumental)」                          |           |           |              | 3:44  |
| 合計時間: | 合計時間:                                        | 合計時間: | 合計時間: | 合計時間:    | 17:30 |

| #  | タイトル                                               | 作詞 | 作曲・編曲 |
| -- | ------------------------------------------------------ | ---- | ---------- |
| 1. | 「主人公になろう！ feat.鈴木愛理 (Official Video)」    |      |            |
| 2. | 「主人公になろう！ feat.鈴木愛理 (Behind The Scenes)」 |      |            |

| #         | タイトル                                         | 作詞      | 作曲      | 編曲         | 時間  |
| --------- | ------------------------------------------------ | --------- | --------- | ------------ | ----- |
| 1.        | 「L'oN」                                         | ANCHOR    | ANCHOR    | ZiNG、ANCHOR | 3:46  |
| 2.        | 「主人公になろう! feat.鈴木愛理」                | 大石昌良  | 大石昌良  | 大石昌良     | 3:28  |
| 3.        | 「L'oN (TV edit.)」                              |           |           |              | 1:32  |
| 4.        | 「主人公になろう! feat.鈴木愛理 (TV edit.)」     |           |           |              | 1:32  |
| 5.        | 「L'oN (Instrumental)」                          |           |           |              | 3:44  |
| 6.        | 「主人公になろう! feat.鈴木愛理 (Instrumental)」 |           |           |              | 3:28  |
| 合計時間: | 合計時間:                                        | 合計時間: | 合計時間: | 合計時間:    | 17:30 |

## 楽曲解説
主人公になろう! feat.鈴木愛理
TVアニメ『空色ユーティリティ』オープニングテーマで、鈴木愛理がゲストボーカルとして参加している。
2025年1月3日に先行配信され、同日、安井塑宇監督によるミュージックビデオが公開された。
L'oN
TVアニメ『地縛少年花子くん2』のオープニングテーマで、2025年1月12日に先行配信された。
本楽曲のタイトルはオーイシも歌唱参加した同アニメ第1期オープニングテーマである「No.7」を逆さまにしたもの。
ギターで滝善充（9mm Parabellum Bullet）、ベースでNob（MY FIRST STORY）、ドラムでピエール中野（凛として時雨）が参加している。